# Ensjön, Västmanland
Ensjön är en sjö i Lindesbergs kommun i Västmanland och ingår i Norrströms huvudavrinningsområde. Sjön har en area på 0,138 kvadratkilometer och ligger 104 meter över havet.

## Delavrinningsområde
Ensjön ingår i det delavrinningsområde (661946-148673) som SMHI kallar för Inloppet i Iresjön. Medelhöjden är 109 meter över havet och ytan är 24,62 kvadratkilometer. Det finns inga avrinningsområden uppströms utan avrinningsområdet är högsta punkten. Ässingån (Finnåkersån) som avvattnar avrinningsområdet har biflödesordning 3, vilket innebär att vattnet flödar genom totalt 3 vattendrag innan det når havet efter 200 kilometer. Avrinningsområdet består mestadels av skog (79 procent) och sankmarker (10 procent). Avrinningsområdet har 0,84 kvadratkilometer vattenytor vilket ger det en sjöprocent på 3,4 procent.